# اللهب (فلم)
اللهب هو فيلم مصري عرض عام 1964، بطولة شكري سرحان وسميرة أحمد، ومن إخراج عبد الرحمن شريف.

## قصة الفيلم
يسافر عادل إلى الإسكندرية من أجل عقد قرانه على خطيبته سلمى، يتعطل به الأوتوبيس، ويمشي في طريق مظلم، يراه أهل القرية، فيخرجون عليه ويهاجمونه بعد أن تصوروا أنه السفاح الهارب من الشرطة، والذي يرتكب العديد من الجرائم، يسلموه إلى الشرطة، وفي نفس الليلة يقبض على السفاح الحقيقي وتتوالى الأحداث.

## طاقم التمثيل
- شكري سرحان: (عادل سلامة)
- سميرة أحمد: (سلمى أحمد زكي)
- عماد حمدي: (محامي المتهمين)
- أحمد مظهر: (ممثل الادعاء)
- توفيق الدقن: (زكي أبو دراع)
- خيرية أحمد: (عزيزة عبد الرحمن)
- عبد الخالق صالح: (القاضي)
- يوسف عوف: (محمود سليمان)
- سمير خليل: (عصام سلامة)
- محمود الحديني: (محيي سلامة)
- ثريا فخري: (أم محمد)
- عبد الغني النجدي: (صول نقطة عزبة خورشيد)
- أحمد الجزيري: (عبد الغفار - القهوجي)
- عبد المنعم إسماعيل: (إبراهيم فراج - غفير وابور المياة)
- إسكندر منسي: (علي دياب)
- أحمد مرسي: (مصطفى عبد الله)
- إبراهيم الباجوري: (فلاح)
- علي المعاون: (أبو علي - ناضورجي)
- حسين إسماعيل: (صاحب الورشة)
- ناهد صبري: (راقصة)
- عمران بحر: (فلاح)
- عبد العظيم كامل
- عبد المنعم سعودي: (عضو اليمين)
- حللي محمد: (فلاح)
- طوسون معتمد
- خديجة محمود

## فريق العمل
- إخراج: عبد الرحمن شريف
- قصة: أحمد قناوي
- سيناريو: وجيه نجيب
- حوار: عبد العزيز جبر
- مدير التصوير: كمال كريم
- مونتاج: فكري رستم
- موسيقى تصويرية: فؤاد الظاهري
- إنتاج: سميرة أحمد
- توزيع: أفلام صوت الفن